# Torneig Ciutat de Barcelona
El Torneig Ciutat de Barcelona és un torneig amistós de futbol, organitzat anualment pel Reial Club Deportiu Espanyol al seu estadi, i que enfronta l'Espanyol amb diversos clubs mundials.

## Història
El torneig pren el nom de la ciutat seu del club. El torneig es disputa durant el mes d'agost i serveix com a preparació de l'equip de cara a les competicions oficials i com a presentació dels jugadors davant de l'afició. Des de 1996 s'anomena Torneig Ciutat de Barcelona-Memorial Fernando Lara.
El torneig s'inicià l'any 1974, disputant-se en format quadrangular (dues semifinals, un partit pel tercer lloc i una final). Des de l'any 1983 es disputa a partit únic, excepte l'any 1995, que es disputà en el format de 3x1 (tres partits de 45 minuts). L'any 2009 no es disputà, ja que el club el substituí pel partit d'inauguració de l'Estadi RCDE.
El Reial Club Deportiu Espanyol és el club que ha guanyat el torneig més cops, amb un total de 23 vegades.
Com a curiositat, en aquest torneig hi han pres part grans jugadors com Jürgen Klinsmann, Hugo Sánchez, Andoni Zubizarreta, Roberto Carlos, Cafú, Clarence Seedorf, Fernando Hierro, Ruud Gullit, Alessandro Costacurta, Franco Baresi, Pedrag Mijatovic, Davor Suker, Paolo Maldini, George Weah, Patrick Kluivert, Christian Vieri, Alan Shearer, Adriano Leite, Oliver Bierhoff, Hidetoshi Nakata, Samir Nasri, Angelo Peruzzi, Antonio Di Natale, Fabio Quagliarella o Antonio Cassano.

## Palmarès
| Any  | Campió | Finalista | Resultat | Golejadors |
| ---- | --- | --- | --- | --- |
| 1974 | Slovan Bratislava | RCD Espanyol | 4-1 | 0-1 Masny 10´, 0-2 Pekarik 12´, 1-2 Cuesta 15´, 1-3 Jan Capkovic 34´, 1-4 Jan Capkovic 40´                                                                    |
| 1975 | RCD Espanyol | Estudiantes de La Plata | 2-0 | 1-0 Amiano 52´, 2-0 Jeremias 55´ |
| 1976 | Dinamo Moscou | RCD Espanyol | 1-0 | 1-0 Jakuvik 31´ |
| 1977 | RCD Espanyol | SK Rapid Wien | 5-0 | 1-0 Marañón (p) 7´, 2-0 Marañón 23´, 3-0 Jeremias 41´, 4-0 Flores 60´, 5-0 Marañón 87´                                                                        |
| 1978 | RCD Espanyol | FC Universitatea Craiova | 3-2 | 1-0 Marañón 14´, 2-0 Flores 35´, 2-1 Marcu 44´, 2-2 Marcu (p) 70´, 3-2 Flores 81´                                                                             |
| 1979 | RCD Espanyol | València CF | 0-0 (p) | |
| 1980 | Reial Saragossa | CDSyC Cruz Azul | 3-0 | 1-0 Modesto 42´, 2-0 Victor 84´, 3-0 Modesto 85´ |
| 1981 | RCD Espanyol | CF Puebla | 4-1 | 1-0 Carlos 17´, 2-0 Marañón (p) 40´, 3-0 Marañón 60´, 3-1 Asensi 70´, 4-1 Zúñiga 75´                                                                          |
| 1982 | Spartak Moscou | RCD Espanyol | 3-1 | 0-1 Gavrilov 14´, 0-2 Schvezov 17´, 1-2 Marañón 29´, 1-3 Gavrilov 87´                                                                                         |
| 1983 | Reial Madrid | RCD Espanyol | 5-1 | 0-1 Metgod 17´, 0-2 Bernardo 57´, 0-3 Juanito 58´, 1-3 Zúñiga (p) 70´, 1-4 Isidro 75´, 1-5 Ito 85´                                                            |
| 1984 | RCD Espanyol | Reial Madrid | 1-0 | 1-0 Gimenez 31´ |
| 1985 | Reial Madrid | RCD Espanyol | 5-3 | 0-1 Sanchís 13´, 0-2 Hugo Sanchez 25 ´, 0-3 Butragueño 34´, 0-4 Míchel 40´, 1-4 Garcia Pitarch 63´, 1-5 Maceda 64´, 2-5 Lauridsen (P) 65´, 3-5 Gimenez 83´    |
| 1986 | RCD Espanyol | Reial Madrid | 2-2 (p) | 1-0 Marquez 51´, 1-1 Pardeza 63´, 1-2 Hugo Sanchez (p) 100´, 2-2 Pineda 111´                                                                                  |
| 1987 | RCD Espanyol | VfB Stuttgart | 2-2 (p) | 0-1 Walter 22´, 1-1 Losada 49´, 2-1 Losada 83´, 2-2 Allgöwer (p) 85´                                                                                          |
| 1988 | Reial Madrid | RCD Espanyol | 1-0 | 0-1 Schuster 39´ |
| 1989 | FC Barcelona | RCD Espanyol | 2-1 | 0-1 Valverde 19´, 1-1 Gabino (p) 27´, 1-2 Salinas 86´ |
| 1990 | RCD Espanyol | Reial Madrid | 2-2 (p) | 0-1 Butragueño 5´, 1-1 Francisco 14´, 1-2 Butragueño 56´, 2-2 Gabino (p) 65´                                                                                  |
| 1991 | São Paulo FC | RCD Espanyol | 4-2 | 0-1 Rai 4´, 1-1 Francisco 31´, 2-1 A. Moreno 51´, 2-2 Baiano 54´, 3-2 Rai 58´, 4-2 Baiano 77´                                                                 |
| 1992 | São Paulo FC | RCD Espanyol | 2-1 | 0-1 Escaich (pp) 16´, 1-0 Eloy (p) 42´, 1-2 Müller 85´ |
| 1993 | CR Vasco da Gama | RCD Espanyol | 3-1 | 1-0 Valdir 15´, 2-0 Valdir 23´, 3-0 Dias 28´, 3-1 Iotov 42´                                                                                                   |
| 1994 | AC Milan | RCD Espanyol | 3-0 | 0-1 Simone 47´ 0-2 Simone (p) 81´, 0-3 Simone 84´ |
| 1995 | València CF | RCD Espanyol | 1-0 | 0-1 Arroyo 35´ |
| 1996 | RCD Espanyol | Reial Madrid | 2-1 | 0-1 Mijatovic 29´, 1-1 Benítez 49´, 2-1 Francisco 58´ |
| 1997 | RCD Espanyol | AC Milan | 2-2 (p) | 1-0 Esnaider 29´, 2-0 Esnaider 55´, 2-1 Blomqvist 65´, 2-2 Maldini 81´                                                                                        |
| 1998 | RCD Espanyol | Atlètic de Madrid | 0-0 (p) | |
| 1999 | Udinese Calcio | RCD Espanyol | 1-1 (p) | 1-0 Navas 39´, 2-0 Fiore 78´ |
| 2000 | RCD Espanyol | Newcastle United | 2-1 | 0-1 Shearer 50´, 1-1 Rotchen 62´, 2-1 Oscar 71´ |
| 2001 | RCD Espanyol | Olympiakos SFP | 3-0 | 1-0 Rotchen 5´, 2-0 Tamudo 32´, 3-0 Munteanu 89´ |
| 2002 | AC Chievo Verona | RCD Espanyol | 0-0 (p) | |
| 2003 | AC Parma | RCD Espanyol | 1-1 (p) | 1-0 Tamudo 26´; 1-1 Adriano 40´ |
| 2004 | RCD Espanyol | Udinese Calcio | 2-0 | 1-0 Dani 49´, 2-0 Tamudo (p) 80´ |
| 2005 | Olympique de Marsella | RCD Espanyol | 2-1 | 1-0 Jofre 1´; 1-1 Mendoza 28´, 1-2 Nasri 31´ |
| 2006 | RCD Espanyol | SS Lazio | 2-0 | 1-0 Pandiani 37´, 2-0 Coro 91´ |
| 2007 | RCD Espanyol | Olympiakos SFP | 3-2 | 1-0 Tamudo 15´, 2-0 Luís García 27´, 2-1 Djordjevic 51´, 3-1 Luís García 53´, 3-2 Mitroglou 82´                                                               |
| 2008 | RCD Espanyol | Udinese Calcio | 1-0 | 1-0 Román 7´ |
| 2009 | No es disputà. En el seu lloc es disputà el partit inaugural de l'Estadi Cornellà-El Prat: Espanyol 3 - Liverpool FC 0 (Luis García 20', Ben Sahar 63', 86'). | No es disputà. En el seu lloc es disputà el partit inaugural de l'Estadi Cornellà-El Prat: Espanyol 3 - Liverpool FC 0 (Luis García 20', Ben Sahar 63', 86'). | No es disputà. En el seu lloc es disputà el partit inaugural de l'Estadi Cornellà-El Prat: Espanyol 3 - Liverpool FC 0 (Luis García 20', Ben Sahar 63', 86'). | No es disputà. En el seu lloc es disputà el partit inaugural de l'Estadi Cornellà-El Prat: Espanyol 3 - Liverpool FC 0 (Luis García 20', Ben Sahar 63', 86'). |
| 2010 | RCD Espanyol | UC Sampdoria | 0-0 (p) | |
| 2011 | RCD Espanyol | Boca Juniors | 3-1 | 0-1 Cvitanich 55´, 1-1 Osvaldo (p) 60´, 2-1 Osvaldo 78´, 3-1 Verdú (p) 87´                                                                                    |
| 2012 | RCD Espanyol | Montpellier HSC | 2-0 | 1-0 Rui Fonte 63´, 2-0 Forlín 68´ |
| 2013 | West Ham United FC | RCD Espanyol | 1-0 | 1-0 Mark Noble (p) 45´ |
| 2014 | RCD Espanyol | Genoa C&FC | 0-0 (p) | 5-4 als penals. |
| 2015 | RCD Espanyol | Real Betis Balompié | 1-1 (p) | 0-1 Rubén Castro 24', 1-1 Felipe Caicedo 73' |